# Puchar Polski kobiet w piłce nożnej 2006/07, grupa lubelska
Puchar Polski kobiet w piłce nożnej w sezonie 2006/07, grupa: lubelska
I runda - 29 sierpnia 2006
Delfinek Łuków - Włodawianka Włodawa 3:0- walkower
Klub Włodawianka Włodawa wycofał się.
Hetman Zamość - Kinga Krasnystaw 6:1
Dystans Chełm - Górnik Łęczna 0:3- walkower
Klub Dystans Chełm wycofał się.
Motor Lublin - Widok Lublin 3:0- walkower
Klub Widok Lublin nie przybył na spotkanie.
Półfinały - 18 października 2006
Hetman Zamość - Górnik Łęczna 2:4
Delfinek Łuków - Motor Lublin 2:6
Finał - 11 listopada 2006 Łęczna, Motor Lublin gospodarzem
Motor Lublin - Górnik Łęczna 0:8